# Clinotanypus atromarginatus
Clinotanypus atromarginatus är en tvåvingeart som beskrevs av Edwards 1929. Clinotanypus atromarginatus ingår i släktet Clinotanypus och familjen fjädermyggor.
Artens utbredningsområde är Filippinerna. Inga underarter finns listade i Catalogue of Life.